# Les Damps

Les Damps este o comună în departamentul Eure, Franța. În 1 ianuarie 2022 avea o populație de 1.335 de locuitori.